# Stanisław Szaniawski
Stanisław Szaniawski herbu Junosza (ur. 1750 – zm. 6 kwietnia 1822 w Krakowie) – krajczy koronny 1780–1786, szambelan królewski.
W 1791 odznaczony Orderem Orła Białego, kawaler Orderu Świętego Stanisława od 1787. 1 maja 1800 otrzymał tytuł hrabiego.